# Let Somebody Go
Let Somebody Go is een nummer van de Britse band Coldplay en de Amerikaanse zangeres Selena Gomez uit 2021. Het is de derde single van Music of the Spheres, het negende studioalbum van Coldplay.
"Let Somebody Go" gaat een koppel dat besluit uit elkaar te gaan, omdat hun relatie zijn beste tijd gehad heeft. De beslissing doet de twee pijn, aangezien ze nog wel van elkaar houden, maar ze vinden het beter zo. Het nummer werd mede geschreven door Apple Martin, de dochter van frontman Chris Martin. Gomez werd persoonlijk door de band benaderd, omdat de band vrouwelijke vocalen toe wilde voegen aan het nummer. Producer Metro Boomin was verantwoordelijk voor de trap-invloeden in het refrein.
Het nummer werd een bescheiden hit in het Verenigd Koninkrijk, waar het de 24e positie behaalde. In de Amerikaanse Billboard Hot 100 had het minder succes met een 91e positie. Ook in Nederland deed de plaat niet veel; daar bereikte het de 21e positie in de Tipparade.